# Birama Ndoye
Birama Ndoye (Dakar, Senegal, 27 de marzo de 1994) es un futbolista senegalés. Su posición es la de centrocampista y su club es el Al-Arabi Saudi Club.

## Trayectoria

### Inicios y FC Sion
Llegó a los equipos juveniles del F. C. Sion en 2012 incorporándose a la categoría sub-21 que en ese momento jugaba en la Promotion League (tercera división) del fútbol suizo. Tras sus buenas actuaciones en dicha categoría Ndoye fue ascendido al primer equipo jugando su primer partido como profesional el 25 de mayo de 2013 ante el FC Thun arrancando como titular y completando los 90', al final su equipo terminó cayendo por la mínima.
Mientras tanto su primer gol con el equipo suizo fue el 22 de septiembre de 2013 en un partido de liga ante el F. C. Basilea, siendo este el único gol que anotó su equipo en dicho encuentro que terminarían perdiendo 1-3.

## Estadísticas

### Clubes
Actualizado al último partido jugado el 22 de mayo de 2022.
| FC Sion · Suiza | 1.ª           | 2012-13       | 3   | 0 | -  | - | - | - | 3   | 0  | 0.00 |
| FC Sion · Suiza | 1.ª           | 2013-14       | 23  | 0 | 2  | 0 | - | - | 25  | 0  | 0.00 |
| FC Sion · Suiza | 1.ª           | 2014-15       | 27  | 1 | 4  | 0 | - | - | 31  | 1  | 0.03 |
| FC Sion · Suiza | 1.ª           | 2015-16       | 21  | 0 | 3  | 1 | 7 | 0 | 31  | 1  | 0.03 |
| FC Sion · Suiza | 1.ª           | 2016-17       | 12  | 1 | 2  | 0 | - | - | 14  | 1  | 0.07 |
| FC Sion · Suiza | 1.ª           | 2017-18       | 9   | 0 | 1  | 0 | 2 | 0 | 12  | 0  | 0.00 |
| FC Sion · Suiza | 1.ª           | 2018-19       | 29  | 1 | 2  | 0 | - | - | 31  | 1  | 0.03 |
| FC Sion · Suiza | 1.ª           | 2019-20       | 23  | 2 | 2  | 0 | - | - | 25  | 2  | 0.09 |
| FC Sion · Suiza | 1.ª           | 2020-21       | 32  | 2 | 2  | 0 | - | - | 34  | 2  | 0.05 |
| FC Sion · Suiza | 1.ª           | 2021-22       | 31  | 2 | -  | - | - | - | 31  | 2  | 0.06 |
| FC Sion · Suiza | Total club    | Total club    | 210 | 9 | 18 | 1 | 9 | 0 | 237 | 10 | 0.04 |
| Total carrera | Total carrera | Total carrera | 210 | 9 | 18 | 1 | 9 | 0 | 237 | 10 | 0.04 |
| (1) Incluye datos de Copa Suiza. (2) Incluye datos de Liga Europa de la UEFA. (3) No incluye goles en partidos amistosos. |               |               |     |   |    |   |   |   |     |    |      |

## Palmarés

### Campeonatos nacionales
| Título        | Club    | País  | Año     |
| ------------- | ------- | ----- | ------- |
| Copa de Suiza | FC Sion | Suiza | 2014-15 |